# Der Bulle von Tölz: Eine Hand wäscht die andere
Eine Hand wäscht die andere ist ein deutscher Fernsehfilm von Walter Bannert aus dem Jahr 1997 nach einem Drehbuch von Franz Xaver Sengmüller. Es ist die 12. Folge der Krimiserie Der Bulle von Tölz mit Ottfried Fischer als Hauptdarsteller in der Rolle des Hauptkommissars Benno Berghammer. Die Erstausstrahlung erfolgte am 13. April 1997 auf Sat.1.

## Handlung
Resi Berghammer und Kommissarin Sabrina Lorenz besuchen in Kogelreuth eine Wahlkampfveranstaltung der in der Serie zumeist als bayrische Einheitspartei umschriebenen CSU zur bevorstehenden Gemeinderatswahl. Dort werden sie Zeuginnen einer heftigen Auseinandersetzung zwischen Bürgermeister Ignaz Rissbacher sowie Landrat Siegfried Wallner einerseits und dem Studenten Sebastian Blattner andererseits. Blattner, der als Gegenkandidat antritt, wirft ihnen Mauscheleien vor, unter anderem die Tatsache, dass der Forstamtsrat Karl Flemisch zu einer Amerikareise auf Gemeindekosten eingeladen wurde, als man aus dem naturgeschützten Forst große Mengen Kies benötigte. Die Debatte gipfelt schließlich darin, dass der Student auf einen Wink des Ortsparteivorsitzenden Anton „Toni“ Rambold verprügelt wird.
Am nächsten Morgen wird Blattner erschossen in seinem Auto gefunden. Als Tatwaffe wird eine Pistole der Marke Mauser identifiziert. Die Kommissare Benno Berghammer und Sabrina Lorenz konzentrieren ihre Ermittlungen zunächst auf die politischen Gegner, weil das Opfer den Korruptionssumpf trockenlegen wollte, doch eine Spur nach der anderen erweist sich als Sackgasse.
In der Münchener Studentenwohnung erfährt Lorenz von der Hausmeisterin, dass vor einer Woche eine hübsche junge Frau mit einem roten Cabriolet mit Tölzer Kennzeichen nach Sebastian Blattner gefragt hat. Bis vor einem halben Jahr soll er regelmäßig von einer anderen Dame besucht worden sein; allerdings sind keinerlei Spuren davon zu finden.
Das Alibi von Bürgermeister Rissbacher platzt, weil der Freund seiner Tochter ihn erst um 00:15 Uhr hat nach Hause kommen sehen – nicht schon um 23:00 Uhr, wie Rissbacher der Polizei gesagt hatte. Darauf gibt er gegenüber den Kommissaren ein Verhältnis mit seiner Sekretärin Apollonia Perzl zu. Außerdem wettert er darüber, dass der Landwirt Max Blattner, der Bruder des Opfers, zwei Jahre lang in seiner Partei Mitglied gewesen und vor einem halben Jahr ausgetreten sei. Er habe alles ausgehorcht und seinem Bruder verraten, weshalb Sebastian so gut informiert gewesen sei.
Als Besitzerin des Cabrios kristallisiert sich Katja Flemisch vom Bauamt heraus, die im Auftrag ihres Verlobten Toni Rambold Sebastian Blattner zu einem Gespräch von Mann zu Mann bewegen sollte. Im Zuge dieser Befragung entdecken die Kommissare eine umfangreiche Waffensammlung, die ihrem Vater Karl Flemisch gehört. Berghammers Bemühungen um einen Durchsuchungsbeschluss bleiben erfolglos, weil Staatsanwältin Dr. Zirner zuerst Beweise sehen will.
Wegen Unregelmäßigkeiten im Ablauf der Gemeinderatswahl fordert Landrat Wallner den Bürgermeister zum Rücktritt auf, der lehnt jedoch ab. Erst als Rambold ihn mit vorgehaltener Waffe und Schauergeschichten unter Druck setzt, unterschreibt Rissbacher eine Rücktrittserklärung.
Max Blattner stellt am Tatort ein Gedenkkreuz für seinen Bruder auf. Benno Berghammer entdeckt daran eine Rose und vermutet, dass Margret Blattner ein Verhältnis mit ihrem Schwager gehabt hat, denn zu diesem Zeitpunkt wusste nur sie, dass ihr Mann ein Kreuz für Sebastian aufstellen wollte. Darauf angesprochen, streitet sie alles ab. Ihren Mann Max beschuldigt Berghammer des Mordes aus Eifersucht, doch da der Kommissar keine Beweise hat, wird er des Hauses verwiesen. Als Sabrina Lorenz ebenfalls zum Blattnerhof kommt, hören die Kommissare Schüsse und eilen zum Ort des Geschehens. Die beiden Söhne der Blattners schießen mit einer Mauser, die sie auf dem Dachboden gefunden haben, auf Dosen. Der Vater eilt ebenfalls herbei und gibt den Mord zu, zumal die Ermittler nun die Tatwaffe als Beweismittel haben.

## Hintergrund
Die Drehorte waren Bad Tölz, der dortige Kalvarienberg und das Kloster Benediktbeuern; als Schauplatz für die „Pension Resi“ diente das Hollerhaus Irschenhausen.

## Kritik
Die Programmzeitschrift TV Spielfilm schreibt: „Kommunal-Politkrimi mit satirischem Biss.“